# Martin McDonagh
Martin McDonagh (26 de març de 1970, Camberwell, Londres) és un dramaturg i director angloirlandès. Va ser conegut en els seus inicis per la gran brutalitat i estil cinematogràfic d'algunes de les seves peces teatrals. Es considera que conrea un vessant extrem del teatre de la crueltat, conegut com a In-yer-face, que destaca l'aspecte violent i grotesc de les obres per tal de captar l'atenció de l'espectador.

## Biografia
Nascut a Anglaterra de pares irlandesos, Martin McDonagh es va veure obligat a deixar els seus estudis i a buscar-se la vida des dels 16 anys, quan els seus progenitors van tornar a Irlanda i el van deixar a Londres juntament amb el seu germà gran (el guionista John McDonagh). Va subsistir a força d'ajudes socials i de petites feines, mentre somiava a dedicar-se a la literatura i escrivia obres per a la ràdio i la televisió que no eren acceptades. El 1994-95, comença a crear les obres de teatre que el portarien a la fama.
A l'estiu, es reunia amb els seus pares a Galway (Irlanda), on aquests vivien, unes vacances que li van permetre de familiaritzar-se amb el dialecte local, el qual emprarà en moltes de les seves obres per ironitzar i emfatitzar no només l'aspecte de la vida rural irlandesa, sinó també la seva particular poesia.

## Obres teatrals

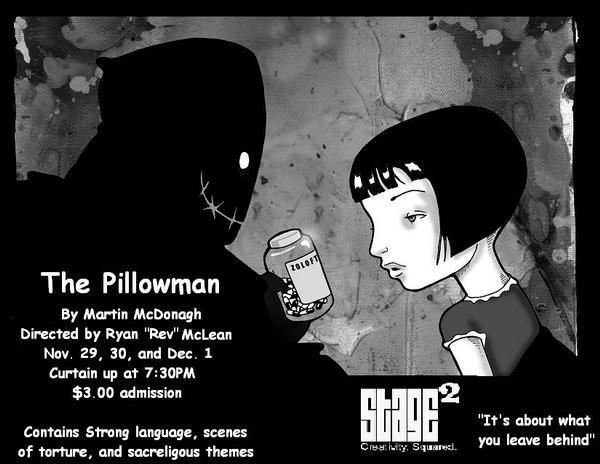
Cartell de The Pillowman, en una producció de la companyia teatral Stage 2, de la Universitat Sud de Utah, als Estats Units

El 1996, la seva òpera primera, La reina de la bellesa de Leenane (The Beauty Queen of Leenane), li va valer el premi del Cercle de la Crítica Teatral britànica al dramaturg més prometedor de l'any. Aquesta obra inicia un cicle d'obres ambientades al Comtat de Galway, que li van fer guanyar-se el favor del públic i la crítica. Una primera trilogia titulada The Leenane Trilogy inclou A Skull in Connemara i The Lonesome West, ambdues escrites el 1997. Les tres obres van ser coproduïdes pel Royal Court Theatre de Londres i el Druid Company Theatre de Galway, i La reina de la bellesa de Leenane va ser nominada al Premi Tony a la millor obra teatral el 1998.
La seva segona trilogia irlandesa és The Aran Islands Trilogy. Ambientada en uns illots enfront de la costa de Galway, es compon de The Cripple of Inishmaan (1997), The Lieutenant of Inishmore (2001) i The Banshees of Inisheer (aquesta darrera mai no va ser editada perquè McDonagh la considera "not good enough" (no prou bona). La primera d'aquestes peces es va estrenar l'any de la seva publicació al Royal National Theatre (Cottesloe) de Londres i la segona —una comèdia negra sobre un terrorista expulsat de l'IRA per la seva brutalitat que quan retorna al seu poble pren una sagnant represàlia contra els qui han assassinat al seu gat—, a la Royal Shakespeare Company a Londres el 2001.
La seva obra més famosa fins avui, L'home coixí (The Pillowman) (2003), és la seva primera peça "no irlandesa". Es va estrenar el mateix any al Royal National Theatre, i l'actor Jeff Goldblum va ser un dels protagonistes del muntatge del Booth Theater de Broadway, el 2005. Tracta d'un escriptor detingut per la policia en un Estat totalitari a causa que els seus contes es relacionen amb assassinats de nens. Com que no tenen proves contundents, els seus interrogadors pretenen executar-lo extrajudicialment. Els contes -alguns dels quals són posats en escena- sorprenen pels atroços maltractaments i assassinats que són infringits en escena a nens. Va ser guardonada el 2004 amb els premis Laurence Olivier i el del Cercle de la Crítica de Nova York a la millor obra estrangera, així com amb el Tony 2005 al millor text teatral.
En aquella època, Martin McDonagh era dramaturg resident del National Theatre de Londres.
A Behanding in Spokane, comèdia negra estrenada el 2010 al Schoenfeld Theatre de Broadway, és la primera peça de McDonagh ambientada als Estats Units.

## Pel·lícules

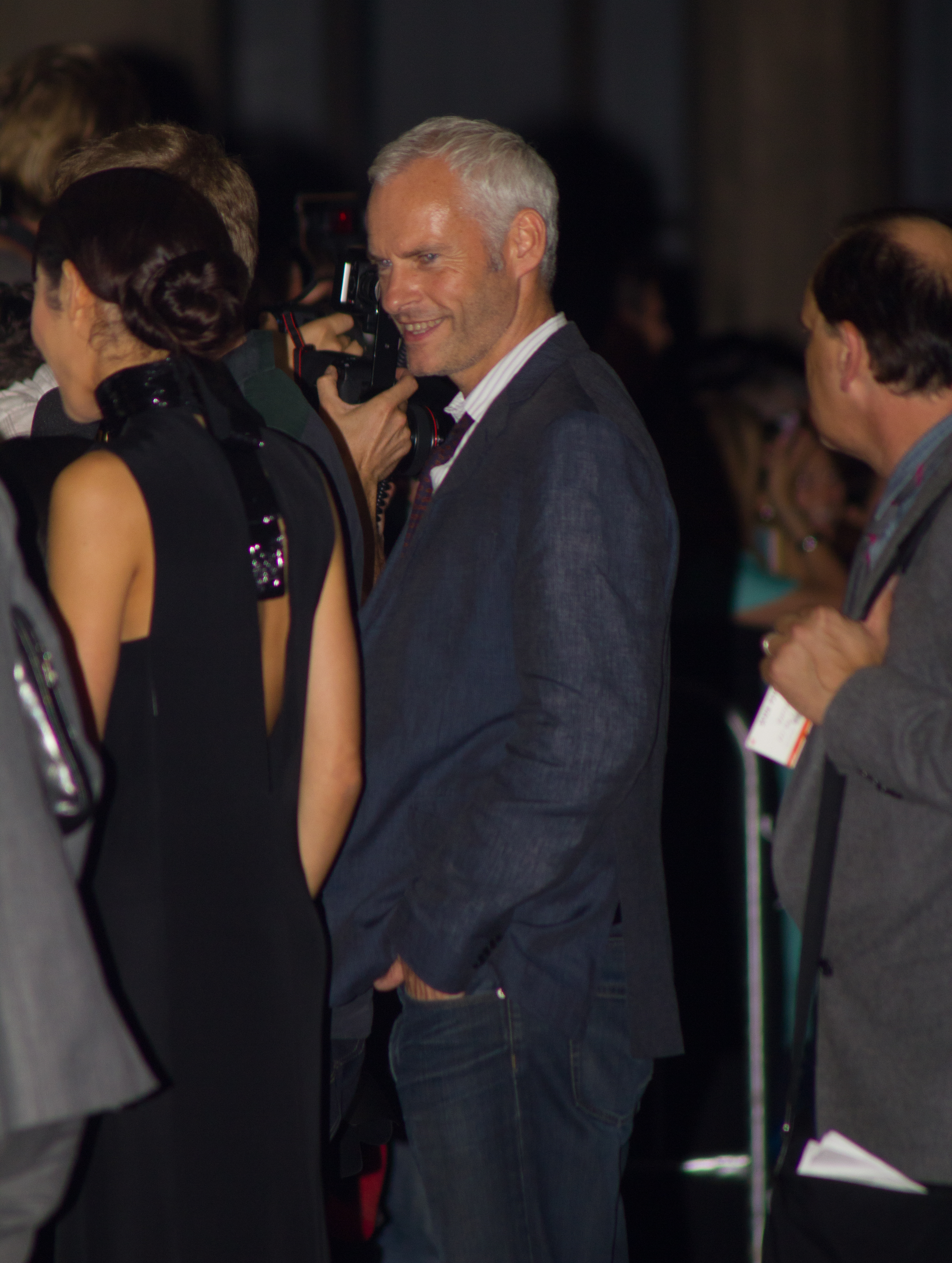
McDonagh al Festival de Cinema de Toronto (2012)

El 2005 va fer la seva primera incursió al cinema amb el curtmetratge Six Shooter. Tracta d'un home que viatja amb tren a casa seva unes hores després de la mort de la seva esposa, i que es troba en el vagó amb un jove estrany que resulta ser un psicòpata. El film va obtenir l'Oscar al millor curtmetratge el 2006.
El seu primer llargmetratge, In Bruges (Amagats a Bruges), va obrir el Festival de Sundance el gener de 2009, va guanyar el premi BAFTA al millor guió, va ser nominat a l'Oscar en la mateixa categoria i Colin Farrell hi va guanyar el Globus d'Or al millor actor de comèdia. És protagonitzat per Colin Farrell, Brendan Gleeson i Ralph Fiennes. Més tard va tornar a treballar amb Colin Farrell en la pel·lícula Seven Psychopaths estrenada el 2012, amb Woody Harrelson, Sam Rockwell i Christopher Walken.
McDonagh va escriure i dirigir la pel·lícula de comèdia negra Three Billboards Outside Ebbing, Missouri (2017), protagonitzada per Frances McDormand, Woody Harrelson i Sam Rockwell, que es va estrenar al Festival de Venècia el 4 de setembre i va guanyar el Premi People's Choice en el Festival Internacional de Cinema de Toronto. També va guanyar quatre premis en els Globus d'Or de 2017, incloent el Millor Guió de McDonagh, i 2 Oscars.

## Opinions sobre la seva obra
Preguntat sobre l'estil dels seus diàlegs, Martin McDonagh va declarar:
| « | "Són diàlegs que intenten reflectir la manera en la qual parlem de debò. Si apuntéssim tot el que diem al llarg d'un dia, semblaria de bojos. És molt difícil fer això en una obra, però vaig intentar reproduir aquesta espècie de bogeria del discurs.". | » |

Martin McDonagh s'ha convertit en l'autor anglosaxó més representat a l'Amèrica del Nord després de Shakespeare. Les seva peces s'han estrenat el 39 països i en 29 idiomes.

## Llibres sobre Martin McDonagh
- Lilian Chambers & Eamonn Jordan, The Theatre of Martin McDonagh: A World of Savage Stories, Carysfort Press, Dublin, 2006
- Richard Rankin Russell, Martin McDonagh, A Casebook, Routledge, 2007, ISBN 978-0-415-97765-4